# Simmetria (statistica)

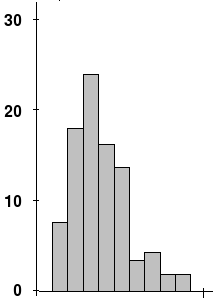
Esempio di dati sperimentali che presentano asimmetria

In teoria delle probabilità una distribuzione di probabilità è simmetrica quando la sua funzione di probabilità {\displaystyle P} (nel caso discreto) o la sua funzione di densità di probabilità (nel caso continuo) siano simmetriche rispetto ad un particolare valore {\displaystyle x_{0}}:
{\displaystyle P(x_{0}+x)=P(x_{0}-x)} oppure {\displaystyle f(x_{0}+x)=f(x_{0}-x).}
Esempi di distribuzioni simmetriche sono le distribuzioni uniformi (discreta e distribuzione continua uniforme) su insiemi simmetrici, la distribuzione normale e altre distribuzioni derivate da distribuzioni simmetriche (la distribuzione t di Student) oppure definite in maniera simmetrica (la distribuzione di Skellam con parametri uguali).
Un indice di asimmetria (in inglese skewness) di una distribuzione è un valore che cerca di fornire una misura della sua mancanza di simmetria.
Esistono diversi indici di asimmetria. Per ognuno di essi il valore 0 fornisce una condizione necessaria, ma non sufficiente, affinché una distribuzione sia simmetrica. (Ogni distribuzione simmetrica ha indice 0, ma esistono anche distribuzioni non simmetriche con indice 0).
Gli indici di asimmetria comunemente utilizzati si basano su alcune proprietà delle distribuzioni simmetriche o, in particolare, della distribuzione normale. Per tutte queste
- il valore atteso, la mediana e la moda (se è unica) coincidono;
- i momenti centrali di ordine dispari sono nulli.